# G-Collections

G-Collections — американський локалізатор і видавець японських еротичних комп'ютерних ігор у жанрах «симулятор побачень» і «візуальна новела». Вона входить до групи компаній J-List, JAST USA і Peach Princess під керівництвом Пітера Пейна (англ. Peter Payne). Його бізнес почався з J-List — японського онлайн-магазину, що продає різні сувеніри. Потім, зацікавившись еротичними іграми, Пейн організував JAST USA (материнська компанія на даний момент), а G-Collections приєдналася пізніше. За словами Пейна, у G-Collections досі існує власний офіс в Японії. Першою випущеною грою компанії стала Kango Shicyauzo: I'm Gonna Nurse You.

## Ігри
- Amorous Professor Cherry (2008)
- Bazooka Cafe (2007)
- Cat Girl Alliance
- Chain: The Lost Footsteps (2002)
- Come See Me Tonight (2002)
- Come See Me Tonight 2 (2004)
- Crescendo (2003)
- Do You Like Horny Bunnies? (2003)
- Do You Like Horny Bunnies? 2 (2004)
- DOR (2002)
- Figures of Happines (2005)
- Heart de Roommate (2004)
- Hitomi: My Stepsister (2004)
- I'm Gonna Serve You 4 (2003)
- Idols Galore! (2004)
- Jewel Knights Crusaders (2004)
- Kana: Little Sister (2002)
- Kango Shicyauzo: I’m Gonna Nurse You (2003)
- Kango Shicyauzo 2: Is The Sorority House Burning? (2003)
- Let's Meow Meow! (2004)
- Lightning Warrior Raidy (2008)
- Pick Me, Honey! (2004)
- Pretty Soldier Wars A.D. 2048 (2007)
- Private Nurse (2002)
- Secret Wives' Club (2003)
- Sensei 2 (2003)
- Slave Pageant (2004)
- Snow Sakura (2007)
- The Sagara Family (2005)
- Tottemo Pheromone (2002)
- Tsuki: Possession (2003)
- Virgin Roster (2003)